# Soblahov
Soblahov je obec na Slovensku v okrese Trenčín. Žije v něm přibližně 2 400 obyvatel. Jmenovaná obec získala ocenění vesnice roku 2001.

## Název
Název obce se v průběhu staletí měnila: v roce 1393 se vesnice nazývala Sablaho, v roce 1404 nejspíše nesla název podobající se současnému jménu: Soblahow. Dále se její název měnil ze Zoblahow na Spoblahov a z něj na Spoblaho.

## Historie
Zpočátku se jednalo o zemědělskou vesnici, poprvé je zmiňována roku 1332. V okolí vesnice byl nalezen sekeromlat ze starší doby kamenné.

## Školství
V obci Soblahov se nachází jedna základní škola spojená s mateřskou školou.

## Pamětihodnosti
Ve vsi stojí raně gotický kostel svatého Mikuláše ze začátku 14. století. Ve správním území obce leží přírodní rezervace Bindárka a Ostrý vrch.

## Partnerské obce
- Buchlovice, Česko
- Gmina Rudniki, Polsko
- Sloup, Česko